# Guillermo del Toro
Guillermo del Toro Gómez (tiếng Tây Ban Nha: [ɡiˈʝeɾmo ðel ˈtoɾo]; sinh ngày 9 tháng 10 năm 1964) là một nam nhà làm phim kiêm tiểu thuyết gia người Mexico. Trong sự nghiệp làm phim của mình, ông đã theo đuổi dòng phim kỳ ảo đen với những tác phẩm tiếng Tây Ban Nha gồm The Devil's Backbone (2001) và Pan's Labyrinth (2006), đồng thời ông cũng làm nhiều bộ phim hành động Mỹ đại chúng, bao gồm Blade II (2002), Hellboy (2004), Hellboy II: The Golden Army (2008) và Siêu đại chiến (2013).
Năm 2017, bộ phim Người đẹp và thủy quái của ông đã nhận được những lời khen ngợi từ giới chuyên môn và giành giải Sư tử vàng tại liên hoan phim quốc tế Venice lần thứ 74 cũng như giải Oscar cho phim hay nhất. Bộ phim cũng giúp del Toro đoạt giải Oscar, Quả cầu vàng, giải BAFTA và giải BFCA đều ở hạng mục Đạo diễn xuất sắc nhất.

## Danh sách phim
| Năm  | Phim                             | Hãng phát hành                               |
| ---- | -------------------------------- | -------------------------------------------- |
| 1993 | Cronos                           | October Films                                |
| 1997 | Mimic                            | Miramax Films                                |
| 2001 | The Devil's Backbone             | Warner Bros. Pictures Sony Pictures Classics |
| 2002 | Blade II                         | New Line Cinema                              |
| 2004 | Hellboy                          | Sony Pictures Releasing                      |
| 2006 | Mê cung thần nông                | Warner Bros. Pictures                        |
| 2008 | Hellboy II: The Golden Army      | Universal Pictures                           |
| 2013 | Siêu đại chiến                   | Warner Bros. Pictures                        |
| 2015 | Lâu đài đẫm máu                  | Universal Pictures                           |
| 2017 | Người đẹp và thủy quái           | Fox Searchlight Pictures                     |
| 2021 | Con hẻm ác mộng                  | Searchlight Pictures                         |
| 2022 | Pinocchio của Guillermo del Toro | Netflix                                      |

| Năm       | Tiêu đề                                     | Hãng phát hành              |
| --------- | ------------------------------------------- | --------------------------- |
| 2014–2017 | The Strain                                  | 20th Century Fox Television |
| 2016–2018 | Trollhunters: Tales of Arcadia              | Netflix NBCUniversal        |
| 2018–2019 | 3Below: Tales of Arcadia                    | Netflix NBCUniversal        |
| 2020      | Wizards: Tales of Arcadia                   | Netflix NBCUniversal        |
| 2021      | Trollhunters: Rise of the Titans            | Netflix NBCUniversal        |
| 2022      | Guillermo del Toro's Cabinet of Curiosities | Netflix                     |

## Danh hiệu và giải thưởng của các hiệp hội điện ảnh[4]

### Giải Oscar
- Đạo diễn xuất sắc nhất: năm 2018 với phim "Người đẹp và thủy quái"
- Phim xuất sắc nhất: năm 2018 với phim "Người đẹp và thủy quái"
- Phim hoạt hình xuất sắc nhất: năm 2023 với phim "Pinocchio của Guillermo Del Toro"

### Giải BAFTA
- Đạo diễn xuất sắc nhất: năm 2018 với phim "Người đẹp và thủy quái"
- Phim hoạt hình xuất sắc nhất: năm 2023 với phim "Pinocchio của Guillermo Del Toro"

### Giải Quả cầu vàng
- Đạo diễn xuất sắc nhất: năm 2018 với phim "Người đẹp và thủy quái"
- Phim hoạt hình xuất sắc nhất: năm 2023 với phim "Pinocchio của Guillermo Del Toro"